# Teresa Małecka
Teresa Małecka (ur. 22 lutego 1947 we Wrocławiu) – polska ekonomistka, menedżer i urzędnik państwowa, doktor nauk ekonomicznych, w latach 2000–2001 podsekretarz stanu w Ministerstwie Gospodarki, w latach 2007–2008 prezes Centrum Unijnych Projektów Transportowych.

## Życiorys
Ukończyła studia na Wydziale Handlu Zagranicznego Szkole Głównej Planowania i Statystyki, gdzie obroniła doktorat i pozostawała pracownikiem naukowo-dydaktycznym w latach 1980–1993. Odbywała staże naukowe w Austrii, Wielkiej Brytanii (Uniwersytet w Cambridge) i Stanach Zjednoczonych (Bank Rezerwy Federalnej w Nowym Jorku). Od 1993 do 1994 współpracowała z Corporate Development International, a później została specjalistą ds. Funduszu Gwarancyjnego w Polskiej Agencji Rozwoju Regionalnego. W latach 1995–1999 sprawowała funkcję wiceprezesa NFI Hetman, w latach 1996–1999 także sekretarza Stowarzyszenia Narodowych Funduszy Inwestycyjnych. Zasiadała w radach nadzorczych w Zakładach Mięsnych Morliny i PKRB Fabud. Pełniła obowiązki wiceprezesa Rządowego Centrum Studiów Strategicznych. Była także negocjatorką akcesji Polski do Unii Europejskiej w zakresie warunków gospodarczych i zajmowała się zawodowo funduszami europejskimi.
16 października 2000 powołana na stanowisko podsekretarza stanu w Ministerstwie Gospodarki. Zakończyła pełnienie funkcji w kolejnym roku wraz z rządem Jerzego Buzka. Od 2005 do 2007 pracowała jako szefowa gabinetu politycznego minister rozwoju regionalnego Grażyny Gęsickiej. Zakładała także Centrum Unijnych Projektów Transportowych (zajmujące się dysponowaniem funduszami unijnymi), w którym została szefem po wygraniu konkursu w sierpniu 2007. Sprawowała tę funkcję do 2008. W wyborach samorządowych w 2014 bezskutecznie kandydowała do rady gminy Izabelin z list lokalnego komitetu KWW Wspólna Sprawa.

## Życie prywatne
Jest mężatką, ma dwóch synów. Mieszka w Laskach.